# Fernabsatzrecht
Das Fernabsatzrecht beschäftigt sich mit den besonderen Regeln für den Vertrieb von Waren und Dienstleistungen von Unternehmern an Verbraucher, ohne direkten Kontakt zwischen den Vertragsparteien. Seit der am 1. Januar 2002 in Kraft getretenen Schuldrechtsmodernisierung ist das deutsche Fernabsatzrecht im Bürgerlichen Gesetzbuch geregelt (§ 312b bis 312d BGB). Zuvor galt das Fernabsatzgesetz. Durch dieses Gesetz wurde die europäische Fernabsatzrichtlinie umgesetzt. Es trat zum 30. Juni 2000 in Kraft.

## Anwendungsbereich
Das Fernabsatzrecht findet Anwendung auf Fernabsatzverträge, also auf Verträge, die zwischen Verbrauchern und Unternehmern per Telefon, per Internet oder über andere Fernkommunikationsmittel und im Rahmen eines für den Fernabsatz organisierten Vertriebs- oder Dienstleistungssystems abgeschlossen werden (§ 312c BGB).
Keine Anwendung finden die fernabsatzrechtlichen Bestimmungen gemäß § 312 Abs. 2 BGB unter anderem auf Verträge
- über Fernunterricht,
- über die Teilzeitnutzung von Wohngebäuden,
- über Versicherungen und deren Vermittlung,
- über Grundstücksgeschäfte,
- über die Lieferung von Lebensmitteln, Getränken oder sonstigen Haushaltsgegenständen des täglichen Bedarfs, die von Unternehmern im Rahmen regelmäßiger Fahrten geliefert wurden (Beispiel: Pizzalieferung),
- über die für einen Zeitpunkt bestimmte Erbringung von Dienstleistungen in den Bereichen Unterbringung, Beförderung, Lieferung von Speisen und Getränken sowie Freizeitgestaltung,
- über die Benutzung von öffentlichen Fernsprechern

sowie auf Verträge, die per Warenautomat geschlossen wurden.

## Informationspflichten
Wenn ein Unternehmer zum Vertragsschluss Fernkommunikationsmittel einsetzt, ist er gemäß § 312d BGB verpflichtet, dem Verbraucher bestimmte Informationen zur Verfügung zu stellen. So muss er dem Verbraucher u. a. seine Identität und eine ladungsfähige Anschrift nennen und ihn über die wesentlichen Merkmale der Ware oder Dienstleistung informieren. Außerdem bedarf es eines Hinweises auf das Bestehen eines Widerrufs- oder Rückgaberechts sowie dessen Einzelheiten (die so genannte Widerrufsbelehrung).
Der Inhalt der Informationspflichten ergibt sich aus der Verordnung über Informationspflichten nach Bürgerlichem Recht (BGB-InfoV).
Aus Sicht des Unternehmers ist eine ordnungsgemäße Widerrufsbelehrung von großer Bedeutung. Ist die Widerrufsbelehrung fehlerhaft, so beginnt die Widerrufsfrist gem. § 355 Abs. 3 Satz 2 BGB nicht zu laufen.
Laut einem Urteil des Europäischen Gerichtshofs müssen Verbraucher bei Vertragsabschluss im Internet wesentliche Informationen ohne ihr Zutun schriftlich oder auf einem dauerhaften Datenträger erhalten:
- Identität und bei Vorauszahlungen die Anschrift des Lieferers,
- wesentliche Eigenschaften der Ware oder Dienstleistung,
- Preis einschließlich aller Steuern und Lieferkosten,
- Einzelheiten hinsichtlich der Zahlung und der Lieferung oder Erfüllung,
- ein allfälliges Widerrufsrecht,
- Informationen über Kundendienst und geltende Garantiebedingungen;
- die Kündigungsbedingungen bei unbestimmter Vertragsdauer bzw. einer mehr als einjährigen Vertragsdauer.

Ein Unternehmen hatte den Konsumenten diese bloß auf der Homepage oder per E-Mail über einen Link zur Verfügung gestellt. Die oberösterreichische Arbeiterkammer (die in Österreich unter anderem Konsumentenbelange vertritt) beklagte diesen Mangel vor Gericht und war damit erfolgreich. Zudem waren dadurch nicht nur Konsumentenbelange betroffen, sondern auch der Tatbestand des unlauteren Wettbewerbs.

## Widerrufs- und Rückgaberecht
Bei Fernabsatzverträgen haben Verbraucher gemäß § 312g BGB grundsätzlich ein Widerrufsrecht gemäß § 355 BGB. Innerhalb einer Frist von zwei Wochen können sie eine Willenserklärung ohne Angabe von Gründen widerrufen und sind dann nicht mehr an den Vertrag gebunden.
Diese Frist beginnt, sobald der Unternehmer seine oben genannten Informationspflichten in Textform erfüllt hat. Die Textform i. S. d. § 126b BGB ist zwar im Internet bereits dann gewahrt, wenn der Unternehmer die Belehrung zum Herunterladen und Ausdrucken bereitstellt. Prozessual besteht hierbei jedoch das Problem, dass der Unternehmer Zugang und Vollständigkeit der Belehrung beweisen müsste.
Wird Ware geliefert, beginnt die Frist frühestens, wenn der Verbraucher die Ware erhalten hat.
Kein gesetzliches Widerrufsrecht besteht laut § 312g Abs. 2. BGB bei Fernabsatzverträgen u. a. in folgenden Fällen:
- zur Lieferung von Waren, die nach Kundenspezifikation angefertigt wurden oder eindeutig auf die persönlichen Bedürfnisse zugeschnitten waren oder die auf Grund ihrer Beschaffenheit nicht für eine Rücksendung geeignet waren oder schnell verderben konnten oder deren Verfalldatum überschritten worden wäre,
- zur Lieferung von Audio- oder Videoaufzeichnungen oder von Software, sofern die gelieferten Datenträger vom Verbraucher entsiegelt worden waren,
- zur Lieferung von Zeitungen, Zeitschriften und Illustrierten mit Ausnahme von Abonnement-Verträgen,
- zur Erbringung von Wett- und Lotterie-Dienstleistungen oder solchen,
- die in der Form von Versteigerungen geschlossen wurden, sowie
- zur Lieferung von Frischwaren (z. B. Blumen).

Das Widerrufsrecht kann u. U. durch ein uneingeschränktes Rückgaberecht ersetzt werden. Das Recht des Verbrauchers auf Widerruf (bzw. Rückgabe) ist nicht abdingbar, es kann also nicht vertraglich ausgeschlossen werden.
Die Frage, ob dem Käufer bei berechtigtem Widerruf auch die Versandkosten (Hinsendekosten) zu erstatten sind, hat das Oberlandesgericht (OLG) Karlsruhe am 5. September 2007 (Az. 15 U 226/06) im Einklang mit der EG-Fernabsatzrichtlinie zu Gunsten des Käufers entschieden. Gegen das Urteil wurde Revision zum BGH eingelegt (Az. VIII ZR 268/07), welcher die Frage seinerseits dem Europäischen Gerichtshof (EuGH) zur Entscheidung vorlegte (Az. C-511/08). Der EuGH urteilte daraufhin am 15. April 2010 zugunsten des Verbrauchers, die Auferlegung der Hinsendekosten widerspreche dem Ziel der Fernabsatzrichtlinie. In Folge urteilte der BGH am 7. Juli 2010, dass § 346 Abs. 1 BGB richtlinienkonform auszulegen sei und dementsprechend die „Hinsendekosten“ vom Verkäufer zu tragen seien.
Die Kosten der Rücksendung hat dagegen der Käufer zu tragen, sofern nicht eine andere Kostentragung vereinbart wurde oder der Artikel nicht mit der Post zurückgesendet werden kann (§ 357 Abs. 6, S. 3 BGB).

## Einheitliche Rechte für Verbraucher in Europa
Am 13. Juni 2014 ist das Gesetz zur Umsetzung der Verbraucherrichtlinie in Deutschland in Kraft getreten. Die Verbraucherrichtlinie sorgt dafür, dass innerhalb der EU einheitliche Rechte für Verbraucher gelten. In diesem Zuge wurde insbesondere eine einheitliche Widerrufsbelehrung geschaffen. Verbraucher können innerhalb der EU länderübergreifend online einkaufen, ohne sich mit verschiedenen rechtlichen Regelungen auseinandersetzen zu müssen.

### Gesetzestexte
- BGB-InfoV beim BMJ
- Richtlinie 97/7/EG (PDF) des Europäischen Parlaments und des Rates vom 20. Mai 1997 über den Verbraucherschutz bei Vertragsabschlüssen im Fernabsatz (Fernabsatzrichtlinie)

### Rechtsprechung
- Informationspflichten im Fernabsatz und Urteilsübersicht
- Zusammenfassung über Verbraucherrechte eines Rechtsanwalts beim Fernabsatzrecht

### Beratungsmöglichkeiten für Verbraucher
- Verbraucherzentralen
- Verbraucherzentralen-Bundesverband
- Deutscher Verbraucherschutzverein e. V.